# Varca
Varca är en ort i Indien.   Den ligger i distriktet South Goa och delstaten Goa, i den sydvästra delen av landet, 1 500 km söder om huvudstaden New Delhi. Varca ligger 15 meter över havet och antalet invånare är 5 079.
Terrängen runt Varca är huvudsakligen platt, men österut är den kuperad. Havet är nära Varca västerut. Runt Varca är det tätbefolkat, med 881 invånare per kvadratkilometer. Närmaste större samhälle är Madgaon, 5,0 km norr om Varca.